# Rezerwat przyrody Františkov
Rezerwat przyrody Františkov (cz. Přírodní rezervace Františkov) – rezerwat przyrody, znajdujący się w paśmie górskim Wysokiego Jesionika (cz. Hrubý Jeseník), w północno-wschodnich Czechach, w Sudetach Wschodnich, na Morawach, w pobliżu miejscowości Branná, w powiecie Šumperk (cz. Okres Šumperk), położony na stoku szczytu Kutiště, graniczącego ze stokiem sąsiedniej góry Štolný hřbet.

## Charakterystyka
Rezerwat znajduje się w obrębie wydzielonego obszaru objętego ochroną o nazwie Obszar Chronionego Krajobrazu Jesioniki (cz. Chráněná krajinná oblast (CHKO) Jeseníky), a utworzonego w celu ochrony utworów skalnych, ziemnych i roślinnych oraz rzadkich gatunków zwierząt, położony w części (mikroregionie) Wysokiego Jesionika o nazwie Masyw Keprníka (cz. Keprnická hornatina). Rezerwat przyrody Františkov położony jest na wysokościach (708–886) m n.p.m. stoku szczytu Kutiště i ma powierzchnię 10,50 ha (wraz z dodatkową powierzchnią otulającej strefy ochronnej (buforowej) nawet 20,88 ha). Jest położony w odległości około 3 km na północny zachód od szczytu góry Černá stráň i około 3 km na południowy wschód od miejscowości Branná. Rezerwat został utworzony 11 czerwca 1954 roku przez Ministerstwo kultury rządu Czechosłowacji na wniosek prof. Aloisa Zlatníka (pracującego na Uniwersytecie Mendla w Brnie) w celu ochrony pierwotnego lasu mieszanego bukowo-świerkowego. Występują tu zróżnicowane formy krajobrazu jak: kaniony, głębokie doliny i strome stoki, mające miejscowo nachylenia dochodzące do 30°, a opadające do płynącego u podnóża rezerwatu potoku Hučava. W 1980 roku na skutek silnych wiatrów został znacznie naruszony ekosystem rezerwatu, który został szybko odbudowany. Przez rezerwat nie poprowadzono żadnego szlaku turystycznego ani żadnej ścieżki dydaktycznej. Przechodzi przez jego obszar jedynie nieoznakowana ścieżka biegnąca od osady Františkov, doliną potoku Hučava, skąd należy skręcić w prawo do rezerwatu, ale z uwagi na ochronę cennego ekosystemu, głębsze penetrowanie obszaru rezerwatu nie jest zalecane.

### Flora
Z większych roślin w rezerwacie występują tu m.in.: buk zwyczajny (łac. Fagus silvatica), świerk pospolity (Picea abies), brzoza brodawkowata (Betula pendula) oraz jodła pospolita (Abies alba), z mniejszych m.in. widłak jałowcowaty (Lycopodium annotinum), widłak goździsty (Lycopodium clavatum), wroniec widlasty (Huperzia selago), podrzeń żebrowiec (Blechnum spicant), żywiec dziewięciolistny (Dentaria enneaphyllos), turzyca żółta (Carex flava) czy przetacznik górski (Veronica montana). W rezerwacie stwierdzono również występowanie m.in. grzybów: płomienniczka trocinowego (Flammulaster limulatus) czy strzępiaka owłosionego (Inocybe calamistrata).

### Fauna
W rezerwacie gniazduje wiele gatunków zwierząt, m.in. ptaki: siniak (Columba oenas) czy dzięcioł duży (Dendrocopos major). Z większych zwierząt występują tu m.in. jeleń szlachetny (Cervus elaphus) i sarna (Capreolus).